# Temnothorax chushu
Temnothorax chushu (лат.) — вид мелких муравьёв рода Temnothorax из подсемейства мирмицины (Formicidae). Встречается в Китае.

## Этимология
Видовое название T. chushu происходит от слова «Chǔshǔ» (處暑, «чусю», «предел тепла, конец лета»), обозначающего один из 24 сроков (знаков зодиака) традиционного Китайского солнечного календаря (знак Дева, с 23 августа).

## Распространение и экология
Китай: Сычуань, Юньнань. Этот вид обитает в субальпийских влажных вечнозелёных широколиственных и хвойно-широколиственных смешанных лесах на высоте 1810—2500 м, фуражирует в почве и на земле, гнездится в мёртвых ветвях и мёртвой древесине.

## Описание
Мелкие муравьи (около 3 мм), основная окраска тела желтовато-коричневая. Новый вид сходен с T. maoerensis Zhou et al., 2010, но отличается тем, что у нового вида верхняя поверхность головы густо сетчатая на центральной продольной полосе, мезоплевры густо пунктированные, петиолярный узел относительно длиннее, а цвет тела коричневато-жёлтый; у T. maoerensis верхняя поверхность головы почти гладкая на центральной продольной полосе, мезоплевры сетчатые, петиолярный узел относительно короче, а цвет тела черновато-коричневый. Новый вид также сходен с T. liqiu, но отличается тем, что у нового вида скапусы усиков с субпрямостоячими волосками, мезосома мелко сетчатая, при боковом виде проподеальные шипы короче их базальной ширины, петиолярный узел слабо сетчатый, цвет тела жёлтый; у T. liqiu скапусы усиков с волосками опушения, мезосома крупно сетчатая, при боковом виде проподеальные шипы длиннее их базальной ширины, петиолярный узел сильно сетчатый, цвет тела желтовато-коричневый. Брюшко гладкое и блестящее. Усики 12-члениковые. Вид был впервые описан в 2024 году китайскими мирмекологами Yu-Han Qian и Zheng-Hui Xu (Southwest Forestry University, Куньмин, Юньнань) по типовым материалам из Китая.

### Комментарии
1. ↑  В западном календаре это соответствует первой половине зодиакального знака Дева (с 23 августа), а в переводе означает «предел тепла» (предел жары, «Небо и Земля начинают удаляться», намекая на конец лета). Второй половине соответствует Báilù и назван вид Temnothorax bailu.